# Alicewilsonita-(YCe)
L'alicewilsonita-(YCe) és un mineral de la classe dels carbonats que pertany al grup de la mckelveyita. Rep el nom en honor d'Alice Evelyn Wilson (Cobourg, Ontario, Canadà, 26 d'agost de 1881 - Ottawa, Ontario, 15 d'abril de 1964), geòloga i paleontòloga del Servei Geològic del Canadà, i una autoritat sobre els fòssils i les roques de la vall de St. Lawrence. Va ser la primera dona geòloga del Canadà i es va convertir també en la primera dona membre de la Royal Society of Canada el 1938.

## Característiques
L'alicewilsonita-(YCe) és un carbonat de fórmula química Na₂Sr₂YCe(CO₃)₆(H₂O)₃. Va ser aprovada com a espècie vàlida per l'Associació Mineralògica Internacional l'any 2020, sent publicada en el mes de febrer de 2023. Cristal·litza en el sistema triclínic.
L'exemplar que va servir per a determinar l'espècie, el que es coneix com a material tipus, es troba conservat a les col·leccions mineralògiques del Museu Canadenc de la Natura, al Quebec (Canadà), amb el número de catàleg: cmnmc 53660.

## Formació i jaciments
Va ser descoberta a la pedrera Poudrette, situada al mont Saint-Hilaire, dins el municipi regional de comtat de La Vallée-du-Richelieu, a Montérégie (Quebec, Canadà). També ha estat descrita posteriorment a la pedrera Demix-Varennes, a la localitat de Varennes & St-Amable, dins l'MRC de Lajemmerais. Aquests dos indrets són els únics de tot el planeta on ha estat descrita aquesta espècie mineral.